# Crotalaria naikiana
Crotalaria naikiana är en ärtväxtart som beskrevs av Zate. Crotalaria naikiana ingår i släktet sunnhampor, och familjen ärtväxter. Inga underarter finns listade i Catalogue of Life.